# Midnight dreamer
Midnight dreamer (zapis stylizowany: MIDNIGHT DREAMER) – singel polskiego piosenkarza Marcina Maciejczaka. Singel został wydany 22 lutego 2024.

## Geneza utworu i historia wydania
Utwór napisali i skomponowali Alice Fernandes, Marcin Maciejczak, Maria Veiga, Michał Majak oraz Gabriel Faria, który również odpowiadał za produkcję piosenki.
Singel ukazał się w formacie digital download 22 lutego 2024 w Polsce za pośrednictwem wytwórni płytowej Off The Records.
Piosenka została zgłoszona do polskich wewnętrznych eliminacji na 68. Konkurs Piosenki Eurowizji organizowany w Malmö. Ostatecznie zajęła 3. miejsce z dorobkiem 23 punktów.

## Teledysk
Do utworu powstał teledysk w reżyserii Macieja Nowaka, który udostępniono 1 marca 2024 za pośrednictwem serwisu YouTube.

## Lista utworów
- Digital download[2]

1. „Midnight dreamer” – 2:45